# Nokona semidiaphana
Nokona semidiaphana is een vlinder uit de familie wespvlinders (Sesiidae), onderfamilie Sesiinae.
De wetenschappelijke naam van de soort werd voor het eerst geldig gepubliceerd door Zukowsky in 1929. De soort wordt wel in het ondergeslacht Nokona geplaatst.
Deze soort komt voor in het Oriëntaals gebied.